# Programma Leonardo da Vinci
Il programma Leonardo da Vinci è un programma finanziato dalla Commissione europea che punta a sostenere progetti europei di formazione ed educazione permanente. Fa parte del più ampio piano Programma di apprendimento permanente 2007-2013.

## Obiettivi
Il programma ha come scopo quello di sostenere cittadini europei nell'acquisizione di nuove competenze, conoscenze e qualifiche che siano riconosciute in tutti gli Stati membri dell'Unione europea, e inoltre incoraggia innovazioni e migliorie sia dell'istruzione professionale che dei metodi e delle pratiche formative.

## Finanziamenti
Il programma finanzia una moltitudine di "azioni":
- l'azione Mobilità per incentivare la mobilità transnazionale;
- l'azione Progetti Multilaterali di Trasferimento dell'innovazione e l'azione Progetti Multilaterali di Trasferimento dell'innovazione, finalizzate allo sviluppo e al trasferimento dell'innovazione nell'ambito dell'Unione Europea;
- l'azione Reti tematiche di esperti e organizzazioni centrate su temi specifici, per favorire la formazione di reti tematiche transeuropee;
- l'azione Progetti di Partenariati multilaterali, che si rivolge agli apprendisti e ai professionisti nel settore della formazione professionale, a coloro che sono in cerca di lavoro, e incoraggia la collaborazione di organizzazioni attive in questo campo;
- l'azione Visite preparatorie che supporta la reciproca collaborazione tra soggetti interessati a proporre progetti relativi alle altre azioni del programma Leonardo da Vinci. Tutti i progetti finanziati sono infatti gestiti in collaborazione con partner europei, come, ad esempio, istituti di formazione.